# Wróżkowie chrzestni
Wróżkowie chrzestni (lub Przygody Timmy’ego, ang. The Fairly OddParents, 1998–2017) – amerykański serial animowany, w Polsce emitowany przez Disney Channel, KidsCo, Nickelodeon Polska, Nickelodeon HD, Disney XD, Treehouse TV, Nicktoons i Super Polsat.

## Fabuła
Bohaterem serialu jest dziesięcioletni Timmy Turner, który mieszka na przedmieściach miasta o nazwie Mrokowo. Jest też ignorowany przez swoich rodziców i dręczony przez wredną opiekunkę Vicky. Jednakże życie Timmy’ego stało się z dnia na dzień lepsze, gdy otrzymał wróżków chrzestnych – Cosma i Wandę. Od tamtego czasu przeżywa wiele przygód, związanych często z jego nieodpowiedzialnością w wypowiadaniu życzeń.

## Odcinki
| Seria                                                                         | Odcinki | Premiera serii      | Finał serii       |  | Premiera serii   | Finał serii        |
| ----------------------------------------------------------------------------- | ------- | ------------------- | ----------------- |  | ---------------- | ------------------ |
| Pilot                                                                         | 10      | 4 września 1998     | 23 marca 2001     |  | nieemitowany     | nieemitowany       |
| 1                                                                             | 6       | 30 marca 2001       | 4 maja 2001       |  | 3 grudnia 2006   | 8 grudnia 2006     |
| 2                                                                             | 20      | 12 grudnia 2001     | 1 sierpnia 2003   |  | 9 grudnia 2006   | 27 grudnia 2006[A] |
| 3                                                                             | 13      | 2 maja 2003         | 21 listopada 2003 |  | 3 marca 2008     | 20 marca 2008      |
| 4                                                                             | 13      | 10 września 2003    | 15 lutego 2005    |  | 21 marca 2008    | 7 kwietnia 2008    |
| 5A                                                                            | 17      | 2 lipca 2004        | 10 czerwca 2005   |  | 1 marca 2011     | 28 marca 2011      |
| 5B                                                                            | 8       | 3 października 2005 | 25 listopada 2006 |  | 8 marca 2009     | 3 maja 2009        |
| 6                                                                             | 20      | 18 lutego 2008      | 3 maja 2009       |  | 16 sierpnia 2009 | 24 kwietnia 2011   |
| 7                                                                             | 20      | 6 lipca 2009        | 5 sierpnia 2012   |  | 7 marca 2011     | 30 czerwca 2011    |
| 8                                                                             | 6       | 12 lutego 2011      | 29 grudnia 2011   |  | 10 marca 2012    | 10 maja 2012       |
| 9                                                                             | 26      | 29 listopada 2012   | 28 marca 2015     |  | 4 listopada 2013 | 28 listopada 2014  |
| 10                                                                            | 20      | 15 stycznia 2016    | 26 lipca 2017     |  | 22 sierpnia 2016 | 22 sierpnia 2017   |
| - A^ Pominięto dwa odcinki, z których jeden został wyemitowany 14 marca 2009. |         |                     |                   |  |                  |                    |

### Odcinki pilotowe (1998-2001)
| Nr | Tytuł                  | Premiera            | Premiera w Polsce |
| -- | ---------------------- | ------------------- | ----------------- |
| 1  | The Fairly OddParents! | 4 września 1998     | nieemitowany      |
| 2  | Too Many Timmys!       | 25 września 1998    | nieemitowany      |
| 3  | Where’s The Wand?      | 2 października 1998 | nieemitowany      |
| 4  | Party of Three         | 2 stycznia 1999     | nieemitowany      |
| 5  | The Fairly Flu         | 1 maja 1999         | nieemitowany      |
| 6  | The Temp               | 24 lipca 1999       | nieemitowany      |
| 7  | The Zappys             | 31 grudnia 1999     | nieemitowany      |
| 8  | Scout’s Honor          | 17 stycznia 2000    | nieemitowany      |
| 9  | The Really Bad Day     | 8 grudnia 2000      | nieemitowany      |
| 10 | Super Humor            | 23 marca 2001       | nieemitowany      |

### Seria 1 (2001)
| Nr | Tytuł                          | Tytuł polski                          | Premiera         | Premiera w Polsce |
| -- | ------------------------------ | ------------------------------------- | ---------------- | ----------------- |
| 1  | The Big Problem / Power Mad!   | Duży problem / Ostra gra!             | 30 marca 2001    | 3 grudnia 2006    |
| 2  | Spaced Out / TransParents      | Niezły kosmos / Magiczny szpieg       | 6 kwietnia 2001  | 4 grudnia 2006    |
| 3  | Chin Up! / Dog’s Day Afternoon | Szczena w dół! / Pieskie życie        | 13 kwietnia 2001 | 5 grudnia 2006    |
| 4  | A Wish To Far / Tiny Timmy     | Jedno życzenie za daleko / Tyci Timmy | 20 kwietnia 2001 | 6 grudnia 2006    |
| 5  | Father Time! / Apartnership!   | Ojcowska afera / Kłótnia              | 27 kwietnia 2001 | 7 grudnia 2006    |
| 6  | Dream Goat! / The Same Game    | Boski cap / Gra w to samo             | 4 maja 2001      | 8 grudnia 2006    |

### Seria 2 (2001–2003)
| Nr | Tytuł                                           | Tytuł polski                                | Premiera             | Premiera w Polsce |
| -- | ----------------------------------------------- | ------------------------------------------- | -------------------- | ----------------- |
| 7  | Christmas Every Day!                            | Gwiazdka każdego dnia!                      | 12 grudnia 2001      | 9 grudnia 2006    |
| 8  | Boys In The Band / The Hex Games                | Boysi w bandzie / Ekstremalny sport         | 1 marca 2002         | 10 grudnia 2006   |
| 9  | Boy Toy / Inspection Detection                  | Timmy laleczka / Inspektor-Detektor         | 8 marca 2002         | 11 grudnia 2006   |
| 10 | Action Packed / Smarty Pants                    | Życie w akcji / Pan mądraliński             | 22 marca 2002        | 12 grudnia 2006   |
| 11 | Superbike / A Mile In My Shoes                  | Super rower / Chwila w cudzej skórze        | 10 maja 2002         | 13 grudnia 2006   |
| 12 | Timvisible / That Old Black Magic               | Niewidzialny Timmy / Zabobony i przesądy    | 26 kwietnia 2002     | 14 grudnia 2006   |
| 13 | Foul Balled! / The Boy Who Would Be Queen       | Życzenie dla kumpla / Być kobietą           | 7 czerwca 2002       | 15 grudnia 2006   |
| 14 | Totally Spaced Out / The Switch Glitch          | Totalny kosmos / Szybka zmiana miejsc       | 12 lipca 2002        | 16 grudnia 2006   |
| 15 | Mighty Mom & Dyno Dad / Knighty Knight          | Mega-Mama i Total-Tata / Rycerski rycerz    | 6 września 2002      | 17 grudnia 2006   |
| 16 | Fairy Fairy Quite Contrary / Nectar of the Odds | Wróżkowie kontra wróżek / Nektar ze skarpet | 13 września 2002     | 18 grudnia 2006   |
| 17 | Hail to the Chief / Twistory                    | Niech żyje wódz / Śmigstoria                | 27 września 2002     | 19 grudnia 2006   |
| 18 | Fool’s Day Out / Deja Vu                        | Prima Aprilis / Deja Vu                     | 11 października 2002 | 20 grudnia 2006   |
| 19 | Information Stupor Highway                      | Internetowy świat                           | 20 stycznia 2003     | 21 grudnia 2006   |
| 20 | Scary Godparents                                | Straszni wróżkowie                          | 29 października 2002 | 22 grudnia 2006   |
| 21 | Ruled Out / That’s Live!                        | Rozregułowani / Takie życie                 | 8 listopada 2002     | nieemitowany      |
| 22 | Shiny Teeth / Odd Odd West                      | Zęby na błysk / Dziwny zachód               | 30 listopada 2002    | 23 grudnia 2006   |
| 23 | Microphony / So Totally Spaced Out              | Mikrofonia / Totalnie wystrzeleni w kosmos  | 1 sierpnia 2003      | 24 grudnia 2006   |
| 24 | Love Struck                                     | Miłość w natarciu                           | 14 lutego 2003       | 26 grudnia 2006   |
| 25 | Cosmo Con / Wanda’s Day Off                     | Cosmozlot / Wanda ma wychodne               | 10 stycznia 2003     | 27 grudnia 2006   |
| 26 | Odd Jobs / Movie Magic                          | Fajna robota / Magia kina                   | 27 stycznia 2003     | 14 marca 2009     |

### Seria 3 (2003)
| Nr    | Tytuł                                                         | Tytuł polski                                                | Premiera             | Premiera w Polsce |
| ----- | ------------------------------------------------------------- | ----------------------------------------------------------- | -------------------- | ----------------- |
| 27-29 | Abra-Catastrophe!                                             | Abra-Katastrofa!                                            | 12 lipca 2003        | 3–5 marca 2008    |
| 30    | Sleep Over & Over / Mother Nature                             | Nocna impreza / Matka natura                                | 17 maja 2003         | 6 marca 2008      |
| 31    | The Crimsom Chin Meets Mighty Mom & Dyno Dad / Engine Blocked | Karmazynowa Broda, SuperMama i DynamoTata / Blokada silnika | 19 maja 2003         | 7 marca 2008      |
| 32    | Most Wanted Wish / This Is Your Wish                          | Gorące życzenie / Wedle życzenia                            | 2 maja 2003          | 10 marca 2008     |
| 33    | Beedy Bye / The Grass Is Greener                              | Zdrowy sen / Tam, gdzie trawa zielona                       | 23 maja 2003         | 11 marca 2008     |
| 34    | The Secret Origin Of Denzel Crocker                           | Tajemnica Denzela Crockera                                  | 27 czerwca 2003      | 12 marca 2008     |
| 35    | Kung Timmy / Which Witch Is Witch?                            | Timmy król Kung Fu / Kto jest czarownicą?                   | 11 listopada 2003    | 13 marca 2008     |
| 36    | Pipe Down! / The Big Scoop!                                   | Cisza / Wielki temat                                        | 26 września 2003     | 14 marca 2008     |
| 37    | Crime Wave / Odd Ball                                         | Fala zbrodni / Dziwna piłka                                 | 10 października 2003 | 17 marca 2008     |
| 38    | Where’s Wanda? / Imaginary Gary                               | Gdzie jest Wanda? / Fantastyczny Gary                       | 18 października 2003 | 18 marca 2008     |
| 39    | Chip Off The Old Chip / Snow Bound                            | Głos Skowronka / Człowiek śniegu                            | 21 listopada 2003    | 19 marca 2008     |

### Seria 4 (2003–2005)
| Nr | Tytuł                                             | Tytuł polski                                     | Premiera          | Premiera w Polsce |
| -- | ------------------------------------------------- | ------------------------------------------------ | ----------------- | ----------------- |
| 40 | Miss Dimsdale / Mind Over Magic                   | Miss Mrokowa / Rozum kontra magia                | 7 listopada 2003  | 20 marca 2008     |
| 41 | Shelf Life                                        | Żywa literatura                                  | 10 września 2003  | 21 marca 2008     |
| 42 | Hard Copy / Parent Hoods                          | Magiczna kopiarka / Rodzice w opałach            | 14 listopada 2003 | 24 marca 2008     |
| 43 | Lights! Camera! Adam! / A Bad Case Of Diary-Uh    | Światła! Kamera! Adam! / Pamiętnik Vicky         | 1 czerwca 2004    | 25 marca 2008     |
| 44 | Baby Face / Mr. Right                             | Dzidziuś / Mam rację                             | 19 marca 2004     | 26 marca 2008     |
| 45 | Vicky Loses Her Icky / Pixies, Inc.               | Nieoczekiwana zamiana Vicky / Korporacja Skrzat  | 20 lutego 2004    | 27 marca 2008     |
| 46 | The Odd Couple / Class Clown                      | Osobliwa para / Klasowy błazen                   | 14 czerwca 2004   | 28 marca 2008     |
| 47 | The Big Superhero Wish                            | Życzenie superbohatera                           | 16 lutego 2004    | 31 marca 2008     |
| 48 | Power Pals / Emotion Commotion                    | Super kumple / Emocjonalny zgiełk                | 18 maja 2004      | 1 kwietnia 2008   |
| 49 | Fairy Friends and Neighbours / Just the Two of Us | Wróżkowi przyjaciele i sąsiedzi / Tylko my dwoje | 27 listopada 2004 | 2 kwietnia 2008   |
| 50 | Who’s Your Daddy? / Home Wrecker                  | Kto jest twoim Tatą? / Domowy szkodnik           | 18 czerwca 2004   | 3 kwietnia 2008   |
| 51 | A New Squid in Town! / Wish Fixers                | Nowa ośmiornica w mieście / Naprawiacze życzeń   | 27 listopada 2004 | 4 kwietnia 2008   |
| 52 | Truth or Cosmoquences / Beach Bummed              | Prawda lub Cosmokwencje / Łomot na plaży         | 15 lutego 2005    | 7 kwietnia 2008   |

### Crossovery z Jimim Neutronem: Małym geniuszem
| Nr  | Tytuł                                             | Tytuł polski                                  | Premiera         | Premiera w Polsce |
| --- | ------------------------------------------------- | --------------------------------------------- | ---------------- | ----------------- |
| JT1 | The Jimmy Timmy Power Hour                        | Jimmy Timmy Mocna Godzina                     | 7 maja 2004      | nieemitowany      |
| JT2 | The Jimmy Timmy Power Hour 2: When Nerds Collide! | Jimmy Timmy Mocna Godzina 2: Zderzenie mózgów | 16 stycznia 2006 | 24 grudnia 2010   |
| JT3 | The Jimmy Timmy Power Hour 3: The Jerkinators!    | Jimmy Timmy Mocna Godzina 3: Świronatorzy!    | 21 lipca 2006    | 19 kwietnia 2009  |

### Seria 5A (2004-2005)
| Nr    | Tytuł                                                 | Tytuł polski                                                    | Premiera         | Premiera w Polsce                                              |
| ----- | ----------------------------------------------------- | --------------------------------------------------------------- | ---------------- | -------------------------------------------------------------- |
| 53-55 | Channel Chasers                                       | Zdobywcy Kanałów                                                | 23 lipca 2004    | 1 marca 2011 (cz. 1) 2 marca 2011 (cz. 2) 3 marca 2011 (cz. 3) |
| 56    | Catman Meets the Crimsom Chin / Genie Meanie Minie Mo | Kotman kontra Szkarłatna Szczena / Genie Meanie Minie Mo        | 17 stycznia 2005 | 4 marca 2011                                                   |
| 57-58 | School’s Out! The Musical                             | Koniec ze szkołą! Musical                                       | 10 czerwca 2005  | 7 marca 2011 (cz. 1) 8 marca 2011 (cz. 2)                      |
| 59    | Nega-Timmy / Love At The First Height                 | Nega-Timmy / Miłość od pierwszego zjeżdżania                    | 14 lutego 2005   | 9 marca 2011                                                   |
| 60    | You Doo / Just Desserts!                              | Zrób to / Tylko deser!                                          | 16 lutego 2005   | 10 marca 2011                                                  |
| 61    | Go Young, West Man / Birthday Wish                    | Dziecięce marzenia / Życzenie urodzinowe                        | 9 maja 2005      | 14 marca 2011                                                  |
| 62    | Blondas Have More Fun! / Five Days of F.L.A.R.G.      | Blonda jest ładniejsza / Pięciodniowe święto F.L.A.R.G.         | 2 kwietnia 2005  | 15 marca 2011                                                  |
| 63    | Timmy’s 2-D House of Horror / It’s a Wishful Life!    | Dwuwymiarowy nawiedzony dom Timmy’ego / Zastanów się, co mówisz | 10 maja 2005     | 16 marca 2011                                                  |
| 64    | Escape from Unwish Island / The Gland Plan            | Ucieczka z Odżyczeniowej Wyspy / Wspaniały plan                 | 11 maja 2005     | 17 marca 2011                                                  |
| 65    | Back to Norm / Teeth for Two                          | I znowu Norm / Ząb za rękę                                      | 17 lutego 2005   | 21 marca 2011                                                  |
| 66    | Hassle in the Castle / Remy Rides Again               | Tajemniczy zamek / Powrót z wyspy                               | 12 maja 2005     | 22 marca 2011                                                  |
| 67    | Talkin’ Trash / Timmy TV                              | Pogadajmy o śmieciach / Timmy w telewizji                       | 13 maja 2005     | 23 marca 2011                                                  |
| 68    | The Masked Magician / The Big Bash                    | Zamaskowany Magik / Impreza dla wybranych                       | 18 lutego 2005   | 24 marca 2011                                                  |
| 69    | Crash Nebula                                          | Kosmiczny bohater                                               | 2 lipca 2004     | 28 marca 2011                                                  |

### Seria 5B (2005-2006)
Sezon piąty został podzielony ze względu na podział praw do emisji danych odcinków poza granicami USA. Emisją odcinków 1-69 zajmuje się Nelvana, zaś następnymi już Nickelodeon.
| Nr    | Tytuł                                          | Tytuł polski                                 | Premiera            | Premiera w Polsce                            |
| ----- | ---------------------------------------------- | -------------------------------------------- | ------------------- | -------------------------------------------- |
| 70    | Mooooving Day / Big Wanda                      | Muuuuuuczący dzień / Wielka Wanda            | 3 października 2005 | 8 marca 2009                                 |
| 71    | Oh, Brother / What’s The Difference?           | Ooooo brachu... / Znajdź to                  | 4 października 2005 | 15 marca 2009                                |
| 72    | Smart Attack / Operation F.U.N.                | Atak mądrali / Operacja F.U.N.               | 5 października 2005 | 22 marca 2009                                |
| 73    | Something’s Fishy / Presto Change-O            | Coś tu śmierdzi / Zamieniacz ciał            | 6 października 2005 | 29 marca 2009                                |
| 74    | The Good, Old Days / Future Lost               | Stare, dobre czasy / Zagubiony w przyszłości | 7 października 2005 | 5 kwietnia 2009                              |
| 75    | Timmy the Barbarian / No Substitute for Crazy! | Timmy Barbarzyńca / Zastępstwo za wariata!   | 26 listopada 2006   | 12 kwietnia 2009                             |
| 76-77 | Fairy Idol                                     | Wróżkowy Idol                                | 19 maja 2006        | 26 kwietnia 2009 (cz. 1) 3 maja 2009 (cz. 2) |

### Seria 6 (2008–2009)
| Nr    | Tytuł                                    | Tytuł polski                                  | Premiera                                  | Premiera w Polsce                                 |
| ----- | ---------------------------------------- | --------------------------------------------- | ----------------------------------------- | ------------------------------------------------- |
| 78-79 | Fairly OddBaby                           | Wróżkowy dzidziuś                             | 18 lutego 2008                            | 16 sierpnia 2009 (cz. 1) 22 sierpnia 2009 (cz. 2) |
| 80    | Mission: Responsible / Hairicane         | Misja: Odpowiedzialność / Fryzuragan          | 10 marca 2008 (A) 11 marca 2008 (B)       | 23 sierpnia 2009                                  |
| 81    | Open Wide and Say Aaagh! / OddPirates    | Otwórz się! / Dziwni piraci                   | 12 marca 2008 (A) 13 marca 2008 (B)       | 30 sierpnia 2009                                  |
| 82    | The Odd Squad / For Emergencies Only     | Drużyna chrzestna / W razie niebezpieczeństwa | 12 maja 2008 (A) 13 maja 2008 (B)         | 13 września 2009                                  |
| 83    | Cheese and Crockers / Land Before Timmy  | Ser i Cracker / Sto lat przed Timmym          | 14 maja 2008 (A) 15 maja 2008 (B)         | 20 września 2009                                  |
| 84    | King Chang / The End of The Universe-ity | Król Chang / Uniwersytet zagłady              | 16 maja 2008 (A) 11 sierpnia 2008 (B)     | 4 października 2009                               |
| 85    | The Fairly Oddlympics                    | Olimpiada Wróżków                             | 1 sierpnia 2008                           | 6 września 2009                                   |
| 86    | Sooper Poof / Wishing Well               | Super Poof / Klinika życzeń                   | 12 sierpnia 2008 (A) 13 sierpnia 2008 (B) | 11 października 2009                              |
| 87    | Wishy Washy / Poof’s Playdate            | Picu pucu / Prywatka u Poofa                  | 14 sierpnia 2008 (A) 15 sierpnia 2008 (B) | 24 kwietnia 2011                                  |
| 88    | Vicky Gets Fired! / Chindred Spirits     | Wylana Vicky / Szczeny miłosne                | 30 listopada 2008                         | 21 listopada 2010                                 |
| 89    | 9 Lives / Dread and Breakfast            | 9 żyć / Byle do śniadania                     | 30 listopada 2008                         | 23 grudnia 2010                                   |
| 90    | Merry Wishmas                            | Wesołych życzeń                               | 12 grudnia 2008                           | 27 września 2009                                  |
| 91    | Birthday Bashed / Momnipresent           | Nieurodziny / Maminsynek                      | 9 lipca 2009 (A) 12 sierpnia 2009 (B)     | 24 lutego 2011                                    |
| 92-93 | Wishology: The Big Beginning             | Trylogia Życzeń: Wielki początek              | 1 maja 2009                               | 13 grudnia 2010                                   |
| 94-95 | Wishology: The Exciting Middle Part      | Trylogia Życzeń: Pasjonujący środek           | 2 maja 2009                               | 20 grudnia 2010                                   |
| 96-97 | Wishology: The Final Ending              | Trylogia Życzeń: Ostateczny koniec            | 3 maja 2009                               | 20 grudnia 2010                                   |

### Seria 7 (2009–2012)
| Nr  | Tytuł                                       | Tytuł polski                                | Premiera                                     | Premiera w Polsce |
| --- | ------------------------------------------- | ------------------------------------------- | -------------------------------------------- | ----------------- |
| 98  | Anti-Poof                                   | Anty-Poof                                   | 10 lipca 2009                                | 7 marca 2011      |
| 99  | Add-A-Dad / Squirrely Puffs                 | Stary do pary / Wiewiórczy skaut            | 11 sierpnia 2009 (A) 13 sierpnia 2009 (B)    | 8 marca 2011      |
| 100 | Mice-Capades / Formula For Disaster         | Jak mysz z kotem / Przepis na katastrofę    | 8 lipca 2009 (A) 7 lipca 2009 (B)            | 9 marca 2011      |
| 101 | Bad Heir Day / Freaks and Greeks            | Potomek / Grecy i imbecyl                   | 6 lipca 2009 (A) 30 września 2009 (B)        | 10 marca 2011     |
| 102 | Fly Boy / Temporary Fairy                   | Tim Mucha / Wróżek zastępczy                | 14 sierpnia 2009 (A) 29 września 2009 (B)    | 17 marca 2011     |
| 103 | Crocker Shocker / Super Zero                | Cracker na odwyku / Super Zero              | 28 września 2009 (A) 1 października 2009 (B) | 24 marca 2011     |
| 104 | Dadracadabra / Timmy Turnip                 | Stary-mary / Rzepa krzepi                   | 2 października 2009 (A) 10 sierpnia 2009 (B) | 31 marca 2011     |
| 105 | One Man Banned / Frenemy Mine               | Człowiek orkiestra / Przyjaciółeczka        | 16 października 2009                         | 7 kwietnia 2011   |
| 106 | Chicken Poofs / Stupid Cupid                | Kurza grypa / Amorek potworek               | 9 kwietnia 2010 (A) 6 lutego 2010 (B)        | 14 kwietnia 2011  |
| 107 | Double Oh Schnozmo / Planet Poof            | Agent 00 Schnozmo / Planeta Poof            | 11 września 2010 (A) 5 kwietnia 2010 (B)     | 21 kwietnia 2011  |
| 108 | The Boss of Me / He Poofs, He Scores        | Jak zostać szefem? / Cel Poof               | 11 września 2010 (A) 6 kwietnia 2010 (B)     | 28 kwietnia 2011  |
| 109 | Play Date of Doom / Teacher’s Pet           | Zabawa w zagładę / Pupil belfra             | 7 kwietnia 2010 (A) 8 kwietnia 2010 (B)      | 5 maja 2011       |
| 110 | Manic Mom Day / Crocker of Gold             | Dzień matki / Złoty Cracker                 | 18 września 2010                             | 12 maja 2011      |
| 111 | Beach Blanket Bozos / Poltergeeks           | Plażowe patałachy / Ducho-knoty             | 15 sierpnia 2011                             | 19 maja 2011      |
| 112 | The Old Man and the C- / Balance of Flour   | Stary człowiek a może / Balans mąki         | 14 lipca 2011                                | 26 maja 2011      |
| 113 | Food Fight / Please Don’t Feed the Turners  | Bitwa na dania / Proszę nie karmić Turnerów | 12 lipca 2011                                | 2 czerwca 2011    |
| 114 | Take and Fake / Cosmo Rules                 | Nie ma jak ściema / Regulamin Cosma         | 6 lutego 2010 (A) 11 lipca 2011 (B)          | 9 czerwca 2011    |
| 115 | Lights Out / Dad Overboard                  | Zgaś światło / Tata za burtą                | 13 lipca 2011                                | 16 czerwca 2011   |
| 116 | Farm Pit / Crock Talk                       | Domek na farmie / Crack Show                | 5 sierpnia 2012 (A) 11 lipca 2011 (B)        | 23 czerwca 2011   |
| 117 | Spellementary School / Operation Dinkleberg | Szkoła mocstawowa / Operacja: Górecki       | 26 lutego 2011                               | 30 czerwca 2011   |

### Seria 8 (2011)
| Nr      | Tytuł                                      | Tytuł polski                         | Premiera             | Premiera w Polsce |
| ------- | ------------------------------------------ | ------------------------------------ | -------------------- | ----------------- |
| 118     | Love Triangle                              | Miłosny trójkąt                      | 12 lutego 2011       | 19 kwietnia 2012  |
| 119-120 | Timmy’s Secret Wish                        | Sekretne życzenie Timmy’ego          | 23 listopada 2011    | 10 marca 2012     |
| 121     | Invasion of the Dads                       | Tatowie kontratakują                 | 18 czerwca 2011      | 26 kwietnia 2012  |
| 122     | When L.O.S.E.R.S. Attack                   | Atak L.E.B.I.E.G.Ó.W.                | 15 października 2011 | 3 maja 2012       |
| 123     | Meet the Oddparents                        | Poznajcie wróżków                    | 29 grudnia 2011      | 10 maja 2012      |
| Film    | A Fairly Odd Movie: Grow Up, Timmy Turner! | Wróżkowie chrzestni: Dorośnij Timmy! | 9 lipca 2011         | 16 grudnia 2011   |

### Seria 9 (2012–2015)
| Nr   | Tytuł                                             | Tytuł polski                                     | Premiera                                | Premiera w Polsce                             |
| ---- | ------------------------------------------------- | ------------------------------------------------ | --------------------------------------- | --------------------------------------------- |
| Film | A Fairly Odd Christmas                            | Wróżkowie chrzestni: Timmy ratuje święta         | 29 listopada 2012                       | 15 grudnia 2013                               |
| 124  | Fairly OddPet                                     | Magiczny pies                                    | 23 marca 2013                           | 4 listopada 2013                              |
| 125  | Dinkelscouts / I Dream of Cosmo                   | Druh Górecki / Cosmo z lampy                     | 14 kwietnia 2013                        | 5 listopada 2013 (A) 6 listopada 2013 (B)     |
| 126  | Turner & Pooch / Dumbbell Curve                   | Turner i Pooch / Krzywa głąbowa                  | 4 maja 2013 (A) 11 maja 2013 (B)        | 7 listopada 2013 (A) 8 listopada 2013 (B)     |
| 127  | The Terrible Twosome / App Trap                   | Bunt dwulatków / Apka pułapka                    | 1 czerwca 2013 (A) 8 czerwca 2013 (B)   | 12 listopada 2013 (A) 13 listopada 2013 (B)   |
| 128  | Force of Nature / Viral Vidiots                   | Siła natury / Wiralowe świry                     | 15 czerwca 2013 (A) 22 czerwca 2013 (B) | 14 listopada 2013 (A) 15 listopada 2013 (B)   |
| 129  | Scary GodCouple                                   | Straszni chrzestni                               | 19 października 2013                    | 11 listopada 2013                             |
| 130  | Two and a Half Babies / Anchors Away              | Dwa i pół dziecka / Kotwica w dół                | 25 lipca 2014                           | 18 listopada 2013 (A) 19 listopada 2013 (B)   |
| 131  | Finding Emo / Dust Busters                        | Gdzie jest emo? / Pogromcy kurzu                 | 9 lipca 2014                            | 20 listopada 2013 (A) 21 listopada 2013 (B)   |
| 132  | The Bored Identity / Country Clubbed              | Tożsamość nudy / Witaj w klubie                  | 23 lipca 2014                           | 22 listopada 2013 (A) 25 listopada 2013 (B)   |
| 133  | Dog Gone / Turner Back Time                       | Znikł pies / Powrót do przeszłości               | 28 lipca 2014                           | 27 października 2014                          |
| 134  | Cosmonopoly / Hero Hound                          | Cosmonopoly / Boha-pies                          | 7 lipca 2014                            | 28 października 2014                          |
| 135  | Crock Blocked / A Boy and His Dog-Boy             | Cracker bloker / Chłopiec i chło-pies            | 8 lipca 2014                            | 29 października 2014                          |
| 136  | Weirdos on a Train / Tons of Timmys               | Świry na tory / Tony Timmy’ego                   | 29 lipca 2014                           | 30 października 2014 (A) 3 listopada 2014 (B) |
| 137  | Let Sleeper Dogs Lie / Cat-Astrophe               | Nie wywołuj psa z lasu / Kota-strofa             | 14 lipca 2014                           | 4 listopada 2014 (A) 5 listopada 2014 (B)     |
| 138  | Lame Ducks / A Perfect Nightmare                  | Kacza paczka / Idealny koszmar                   | 30 lipca 2014                           | 6 listopada 2014 (A) 7 listopada 2014 (B)     |
| 139  | Love at First Bark / Desperate Without Housewives | Miłość od pierwszego szczeku / Zrzędy na urlopie | 21 lipca 2014                           | 10 listopada 2014 (A) 11 listopada 2014 (B)   |
| 140  | Jerk of All Trades / Snack Attack                 | Jorgen wielobranżowiec / Atak smaku              | 15 lipca 2014                           | 12 listopada 2014 (A) 13 listopada 2014 (B)   |
| 141  | Turning Into Turner / The Wand That Got Away      | Uturnerowiator / Zaginiona różdżka               | 16 lipca 2014                           | 14 listopada 2014 (A) 17 listopada 2014 (B)   |
| 142  | Stage Fright / Gone Flushin’                      | Drżenie na scenie / Spłukani                     | 22 lipca 2014                           | 18 listopada 2014 (A) 19 listopada 2014 (B)   |
| 143  | Fairly Old Parent                                 | Starsi chrzestni                                 | 28 marca 2015                           | 20 listopada 2014                             |
| 144  | School of Crock                                   | Szkoła Crackera                                  | 26 maja 2014                            | 21 listopada 2014                             |
| 145  | Dimmsdale Tales                                   | Mroczne opowieści                                | 18 lipca 2014                           | 24 listopada 2014                             |
| 146  | The Past and the Furious                          | Szybcy i przeszli                                | 11 lipca 2014                           | 25 listopada 2014                             |
| 147  | The Fairy Beginning                               | Początki wróżka                                  | 28 marca 2015                           | 26 listopada 2014                             |
| 148  | Fairly Odd Fairy Tales                            | Bajeczki                                         | 1 sierpnia 2014                         | 27 listopada 2014                             |
| 149  | Men’s Worst Friend                                | Najlepszy wróg człowieka                         | 8 lutego 2015                           | 28 listopada 2014                             |
| Film | A Fairly Odd Summer                               | Wróżkowie chrzestni: Rajskie taparaty            | 2 sierpnia 2014                         | 25 października 2014                          |

### Seria 10 (2016–2017)
| Nr  | Tytuł                                                            | Tytuł polski                                      | Premiera                                  | Premiera w Polsce                                 |
| --- | ---------------------------------------------------------------- | ------------------------------------------------- | ----------------------------------------- | ------------------------------------------------- |
| 150 | The Big Fairy Share Scare                                        | Dziel się wróżkiem, nie panikuj                   | 15 stycznia 2016                          | 22 sierpnia 2016                                  |
| 151 | Whittle Me This! / Mayor May Not                                 | Wystrugaj wariata / Mistrz burmistrz              | 22 stycznia 2016 (A) 29 stycznia 2016 (B) | 24 sierpnia 2016 (A) 23 sierpnia 2016 (B)         |
| 152 | Girly Squirrely / Birthday Battle: Transmorphers Versus Unicorns | Wiewiórcza skautka / Urodzinowa bitwa             | 5 lutego 2016 (A) 19 lutego 2016 (B)      | 25 sierpnia 2016 (A) 29 sierpnia 2016 (B)         |
| 153 | The Fair Bears / Return of the L.O.S.E.R.S.                      | Sprawiedliwe misie / Powrót G.A.M.O.N.I.          | 26 lutego 2016 (A) 14 czerwca 2017 (B)    | 31 sierpnia 2016 (A) 1 września 2016 (B)          |
| 154 | A Sash and a Rash / Fish Out of Water                            | Szarfowa wysypka / Ryba z wody                    | 12 września 2016                          | 12 września 2016                                  |
| 155 | Animal Crockers / One Flu Over the Crocker’s Nes                 | Cracki-zwierzaki / Kich nad Crakerskim gniazdem   | 14 września 2016                          | 20 października 2016 (A) 21 października 2016 (B) |
| 156 | Booby Trapped                                                    | Paka dla głuptaka                                 | 16 września 2016                          | 17 października 2016                              |
| 157 | Blue Angel / Marked Man                                          | Niebieski anioł / Markuj się                      | 13 września 2016                          | 26 października 2016 (A) 27 października 2016 (B) |
| 158 | Clark Laser / Married to the Mom                                 | Clark Laser / Wydany za mamę                      | 15 września 2016                          | 19 października 2016 (A) 11 listopada 2016 (B)    |
| 159 | Which is Wish / Nuts and Dangerous                               | Która to który / Kasztan i Groźniak               | 21 czerwca 2017 (A) 22 lutego 2017 (B)    | 1 listopada 2016 (A) 2 listopada 2016 (B)         |
| 160 | Fairy Con / The Hungry Games                                     | Zjazd Wróżków / Igrzyska Głodu                    | 28 czerwca 2017 (A) 12 lipca 2017 (B)     | 4 listopada 2016 (A) 3 listopada 2016 (B)         |
| 161 | Spring Break-Up / Dimmsdale Daze                                 | Wiosenny zryw / Mrokowy Młyn                      | 1 lutego 2017 (A) 21 czerwca 2017 (B)     | 7 listopada 2016 (A) 8 listopada 2016 (B)         |
| 162 | Cat ’n Mouse / Chip off the Old Crock                            | Kot i Mysz / Jak dwie krople Crackerów            | 22 lutego 2017 (A) 28 czerwca 2017 (B)    | 9 listopada 2016 (A) 10 listopada 2016 (B)        |
| 163 | Space-CADAD / Summer Bummer                                      | Kosmonautata / Wariacje w wakacje                 | 19 lipca 2017 (A) 12 lipca 2017 (B)       | 27 marca 2017 (A) 28 marca 2017 (B)               |
| 164 | Hare Raiser / The Kale Patch Caper                               | Królicza pułapka / Kapustkowy zawrót głowy        | 26 lipca 2017                             | 30 marca 2017 (A) 29 marca 2017 (B)               |
| 165 | Dadlantis / Chloe Rules!                                         | Tatlantyda / Cloe stróż                           | 8 lutego 2017 (A) 15 lutego 2017 (B)      | 31 marca 2017 (A) 3 kwietnia 2017 (B)             |
| 166 | Crockin’ The House / Tardy Sauce                                 | Impreza Crackera / Tak, obecna                    | 25 stycznia 2017 (A) 15 lutego 2017 (B)   | 4 kwietnia 2017 (A) 5 kwietnia 2017 (B)           |
| 167 | Knitwits / Dimmsdale’s Got Talent?                               | Dzier-gamonie / Mrokowo ma talent                 | 8 lutego 2017 (A) 14 czerwca 2017 (B)     | 6 kwietnia 2017 (A) 7 kwietnia 2017 (B)           |
| 168 | Certifiable Super Sitter                                         | Superopiekunka z papierami                        | 18 stycznia 2017                          | 14 sierpnia 2017                                  |
| 169 | Goldie-Crocks and the Three Fair Bears / Fancy Schmancy          | Krakowłosa i Trzy Uczciwe Misie / Lansik Szmansik | 19 lipca 2017 (A) 1 lutego 2017 (B)       | 21 sierpnia 2017 (A) 22 sierpnia 2017 (B)         |

## Filmy
W lipcu 2010 ogłoszono rozpoczęcie produkcji filmu live-action na podstawie serialu, Wróżkowie chrzestni: Dorośnij Timmy!. Rolę dorosłego Timmy’ego Turnera zagra Drake Bell, znany z serialu Drake i Josh. Premierę filmu w Stanach Zjednoczonych zapowiedziano na lato 2011 na kanale Nickelodeon. Następnymi filmami live-action są Wróżkowie chrzestni: Timmy ratuje święta z 2012 i Wróżkowie chrzestni: Rajskie tarapaty z roku 2014.